# Campionato FIA di Formula 2 2020
La stagione 2020 del Campionato FIA di Formula 2 è stata, nella storia della categoria, la 16ª ad assegnare il Campionato Piloti e la 16ª ad assegnare il Campionato Scuderie, la quarta con la nuova denominazione, che ha sostituito la precedente GP2 Series. È iniziata il 4 luglio con un weekend di gare sul circuito di Spielberg, in Austria e terminata il 6 dicembre ad Abu Dhabi. Essa è anche la terza stagione in cui è stata utilizzata la vettura Dallara F2 2018.
Il campionato viene vinto dal pilota tedesco Mick Schumacher della scuderia Prema Racing; il titolo per i team è andato alla stessa Prema, che ha vinto il campionato per la seconda volta, comprendendo anche le stagioni con la denominazione di GP2 Series.

## La pre-stagione

### Calendario
Il calendario è stato ufficializzato il 17 settembre 2019. La stagione avrebbe dovuto iniziare il 21 marzo, in occasione del Gran Premio del Bahrein, posticipato a causa della Pandemia di COVID-19 del 2019-2021. Il numero di weekend gare diventa 10, ricalcando il calendario della stagione 2019, con la rimozione del Gran Premio di Francia e l'aggiunta del Gran Premio della Toscana. Il 2 giugno viene ufficializzato il calendario dei primi otto weekend di gare, tutti in Europa.
| Gara | Gara | Circuito                              | Giri | Lunghezza                  | Data         | Ora       | Supporto                          |
| ---- | ---- | ------------------------------------- | ---- | -------------------------- | ------------ | --------- | --------------------------------- |
| 1    | G1   | Red Bull Ring, Spielberg              | 40   | 40 x 4,326 km = 173,040 km | 4 luglio     | 16:45     | Gran Premio d'Austria 2020        |
| 1    | G2   | Red Bull Ring, Spielberg              | 28   | 28 x 4,326 km = 121,128 km | 5 luglio     | 11:00     | Gran Premio d'Austria 2020        |
| 2    | G1   | Red Bull Ring, Spielberg              | 36   | 40 x 4,326 km = 173,040 km | 11 luglio    | 18:35     | Gran Premio di Stiria 2020        |
| 2    | G2   | Red Bull Ring, Spielberg              | 28   | 28 x 4,326 km = 121,128 km | 12 luglio    | 11:00     | Gran Premio di Stiria 2020        |
| 3    | G1   | Hungaroring, Mogyoród                 | 37   | 37 x 4,381 km = 162,097 km | 18 luglio    | 16:45     | Gran Premio d'Ungheria 2020       |
| 3    | G2   | Hungaroring, Mogyoród                 | 28   | 28 x 4,381 km = 122,668 km | 19 luglio    | 11:10     | Gran Premio d'Ungheria 2020       |
| 4    | G1   | Circuito di Silverstone               | 29   | 29 x 5,891 km = 170,839 km | 1º agosto    | 15:45     | Gran Premio di Gran Bretagna 2020 |
| 4    | G2   | Circuito di Silverstone               | 21   | 21 x 5,891 km = 123,711 km | 2 agosto     | 10:00     | Gran Premio di Gran Bretagna 2020 |
| 5    | G1   | Circuito di Silverstone               | 29   | 29 x 5,891 km = 170,839 km | 8 agosto     | 15:45     | Gran Premio del 70º Anniversario  |
| 5    | G2   | Circuito di Silverstone               | 21   | 21 x 5,891 km = 123,711 km | 9 agosto     | 10:00     | Gran Premio del 70º Anniversario  |
| 6    | G1   | Circuito di Catalogna, Barcellona     | 37   | 37 x 4,655 km = 172,235 km | 15 agosto    | 16:45     | Gran Premio di Spagna 2020        |
| 6    | G2   | Circuito di Catalogna, Barcellona     | 26   | 26 x 4,655 km = 121,030 km | 16 agosto    | 11:10     | Gran Premio di Spagna 2020        |
| 7    | G1   | Circuito di Spa-Francorchamps         | 25   | 25 x 7,004 km = 175,100 km | 29 agosto    | 16:45     | Gran Premio del Belgio 2020       |
| 7    | G2   | Circuito di Spa-Francorchamps         | 18   | 18 x 7,004 km = 126,072 km | 30 agosto    | 11:15     | Gran Premio del Belgio 2020       |
| 8    | G1   | Autodromo nazionale di Monza          | 30   | 30 x 5,793 km = 173,790 km | 5 settembre  | 16:45     | Gran Premio d'Italia 2020         |
| 8    | G2   | Autodromo nazionale di Monza          | 21   | 21 x 5,793 km = 121,653 km | 6 settembre  | 10:50     | Gran Premio d'Italia 2020         |
| 9    | G1   | Autodromo Internazionale del Mugello  | 33   | 33 x 5,245 km = 173,085 km | 12 settembre | 15:40     | Gran Premio della Toscana 2020    |
| 9    | G2   | Autodromo Internazionale del Mugello  | 23   | 23 x 5,245 km = 120,635 km | 13 settembre | 10:35     | Gran Premio della Toscana 2020    |
| 10   | G1   | Autodromo di Soči                     | 28   | 28 x 5,848 km = 163,744 km | 26 settembre | 10:15     | Gran Premio di Russia 2020        |
| 10   | G2   | Autodromo di Soči                     | 21   | 21 x 5,848 km = 122,808 km | 27 settembre | 10:55     | Gran Premio di Russia 2020        |
| 11   | G1   | Bahrain International Circuit, Manama | 32   | 32 x 5,412 km = 173,184 km | 28 novembre  | 10:10     | Gran Premio del Bahrein 2020      |
| 11   | G2   | Bahrain International Circuit, Manama | 23   | 23 x 5,412 km = 124,476 km | 29 novembre  | 11:00     | Gran Premio del Bahrein 2020      |
| 12   | G1   | Bahrain International Circuit, Manama | 48   | 48 x 3,543 km = 170,064 km | 5 dicembre   | 13:05     | Gran Premio di Sakhir 2020        |
| 12   | G2   | Bahrain International Circuit, Manama | 34   | 34 x 3,543 km = 120,462 km | 6 dicembre   | 13:55     | Gran Premio di Sakhir 2020        |
| -    | G1   | Circuito di Yas Marina, Isola Yas     | 31   | 31 x 5,554 km = 172,174 km | annullato    | annullato | annullato                         |
| -    | G2   | Circuito di Yas Marina, Isola Yas     | 22   | 22 x 5,554 km = 122,188 km | annullato    | annullato | annullato                         |
| -    | G1   | Circuito di Zandvoort                 | TBA  | N/A                        | annullato    | annullato | annullato                         |
| -    | G2   | Circuito di Zandvoort                 | TBA  | N/A                        | annullato    | annullato | annullato                         |
| -    | G1   | Circuito di Monte Carlo               | 42   | 42 x 3,337 km = 140,154 km | annullato    | annullato | annullato                         |
| -    | G2   | Circuito di Monte Carlo               | 30   | 30 x 3,337 km = 100,110 km | annullato    | annullato | annullato                         |
| -    | G1   | Circuito di Baku                      | 29   | 29 x 6,003 km = 174,087 km | annullato    | annullato | annullato                         |
| -    | G2   | Circuito di Baku                      | 21   | 21 x 6,003 km = 126,063 km | annullato    | annullato | annullato                         |

### Test
| Circuito | Data     | Pilota più veloce | Team              | Tempo    | Giri |
| -------- | -------- | ----------------- | ----------------- | -------- | ---- |
| Manama   | 1º marzo | Pedro Piquet      | Charouz           | 1'41"877 | 32   |
| Manama   | 2 marzo  | Jehan Daruvala    | Carlin Motorsport | 1'41"260 | 23   |
| Manama   | 3 marzo  | Nikita Mazepin    | Hitech Grand Prix | 1'43"825 | 19   |

## Piloti e Squadre

### Squadre
Il team BWT Arden lascia il campionato, venendo sostituita dal team HWA Racelab, con cui aveva iniziato una collaborazione nel 2019.
Il team Prema Racing, data la classifica del 2019, avrebbe dovuto adottare i numeri 18 e 19, ma, questo numero è stato rimosso dalla numerazione, in memoria di Anthoine Hubert, scomparso in gara 1 del Belgio nel 2019; il Prema Racing adotta i numeri 20 e 21.
Il team britannico Hitech Grand Prix annuncia la sua entrata nella categoria a partire dal 20 gennaio 2020, diventando così l'undicesima squadra in griglia.

### Piloti
Il campione 2019 Nyck de Vries passa al campionato Formula E, mentre Nicholas Latifi passa in Formula 1, alla guida della Williams Racing.
La DAMS, squadra campione in carica, cambia i propri piloti, affidando le auto a Sean Gelael e a Dan Ticktum; UNI-Virtuosi Racing prende dalla Sauber Junior Team by Charouz Callum Ilott e conferma Zhou Guanyu. La ART Grand Prix assume Marcus Armstrong, vice-campione di F3 2019 e Christian Lundgaard, proveniente dalla Trident; il campione di F3 2019; il russo Robert Shwartzman sale di categoria ma resta nel team Prema Racing, al fianco di Mick Schumacher confermato dalla passata stagione.
La Campos conferma Jack Aitken e assume il debuttante Guilherme Samaia, la Sauber Junior Team by Charouz prende Louis Delétraz dalla Carlin e Pedro Piquet, che sale dalla F3. Stesso percorso anche per Felipe Drugovich alla MP Motorsport, che acquista anche Nobuharu Matsushita, mentre la BWT HWA Racelab assume Giuliano Alesi dalla Trident e Artëm Markelov dalla Arden. La Carlin prende dalla F3 il giovane giapponese Yuki Tsunoda e l'indiano Jehan Daruvala. La Hitech riporta in F2 Luca Ghiotto e prende Nikita Mazepin, rispettivamente dalla UNI-Virtuosi e dalla ART Grand Prix, mentre la guida delle due Trident viene affidata a Roy Nissany e a Marino Sato.
Dal weekend del Gran Premio del Belgio  il pilota estone Jüri Vips, già impegnato in Super Formula e in Formula Regional, prende il posto di Sean Gelael in DAMS, a seguito dell'infortunio patito dall'indonesiano durante la Feature Race di Barcellona. Il 22 settembre vengono annunciati due cambi di scuderia: Jake Hughes sale dalla F3 e va alla guida della BWT HWA Racelab, al posto di Giuliano Alesi, che a sua volta va a sostituire Nobuharu Matsushita alla MP Motorsport. 
Il 14 ottobre Théo Pourchaire, vice-campione della F3 2020, viene ufficializzato dalla HWA per le due gare del Bahrain.  Il francese andrà a sostituire Hughes, che aveva disputato le gare del weekend in Russia. Per le ultime due gare del campionato fa il suo ritorno alla DAMS Sean Gelael, che rientra dall'infortunio di Barcellona.
Per l'ultimo weekend di gara, Ralph Boschung viene ingaggiato dalla Campos per sostituire Jack Aitken, chiamato a sua volta dalla Williams in F1 per rimpiazzare George Russell, che disputa il Gran Premio di Sakhir in Mercedes.

### Tabella riassuntiva
| Team                  | Nº | Pilota              | Weekend di gare | Stato |
| --------------------- | -- | ------------------- | --------------- | ----- |
| DAMS                  | 1  | Sean Gelael         | 1-6, 11-12      |       |
| DAMS                  | 1  | Jüri Vips           | 7-10            | R     |
| DAMS                  | 2  | Dan Ticktum         | Tutti           |       |
| UNI-Virtuosi Racing   | 3  | Guanyu Zhou         | Tutti           |       |
| UNI-Virtuosi Racing   | 4  | Callum Ilott        | Tutti           |       |
| ART Grand Prix        | 5  | Marcus Armstrong    | Tutti           | R     |
| ART Grand Prix        | 6  | Christian Lundgaard | Tutti           |       |
| Carlin                | 7  | Yuki Tsunoda        | Tutti           | R     |
| Carlin                | 8  | Jehan Daruvala      | Tutti           |       |
| Campos Racing         | 9  | Jack Aitken         | 1-11            |       |
| Campos Racing         | 9  | Ralph Boschung      | 12              |       |
| Campos Racing         | 10 | Guilherme Samaia    | Tutti           | R     |
| Charouz Racing System | 11 | Louis Delétraz      | Tutti           |       |
| Charouz Racing System | 12 | Pedro Piquet        | Tutti           | R     |
| MP Motorsport         | 14 | Nobuharu Matsushita | 1-9             |       |
| MP Motorsport         | 14 | Giuliano Alesi      | 10-12           |       |
| MP Motorsport         | 15 | Felipe Drugovich    | Tutti           | R     |
| BWT HWA Racelab       | 16 | Artëm Markelov      | Tutti           |       |
| BWT HWA Racelab       | 17 | Giuliano Alesi      | 1-9             |       |
| BWT HWA Racelab       | 17 | Jake Hughes         | 10              | R     |
| BWT HWA Racelab       | 17 | Théo Pourchaire     | 11-12           | R     |
| Prema Racing          | 20 | Mick Schumacher     | Tutti           |       |
| Prema Racing          | 21 | Robert Shwartzman   | Tutti           | R     |
| Trident               | 22 | Roy Nissany         | Tutti           |       |
| Trident               | 23 | Marino Sato         | Tutti           |       |
| Hitech Grand Prix     | 24 | Nikita Mazepin      | Tutti           |       |
| Hitech Grand Prix     | 25 | Luca Ghiotto        | Tutti           |       |

## Cambi di regolamento
Da quest'anno la serie passa dalle ruote da 13 pollici alle ruote da 18 pollici, che verranno adottate dalla Formula 1 a partire dal 2022.

## Classifiche

### Sistema di punteggio
Vengono assegnati due punti extra a chi realizza il giro più veloce tra i primi 10 e, a differenza della F1, vengono assegnati punti anche a chi realizza la pole position.
Sistema di punteggio Gara 1
| Posizione | 1ª | 2ª | 3ª | 4ª | 5ª | 6ª | 7ª | 8ª | 9ª | 10ª | Pole | Giro veloce |
| Punti     | 25 | 18 | 15 | 12 | 10 | 8  | 6  | 4  | 2  | 1   | 4    | 2           |

Sistema di punteggio Gara 2
I punti vengono assegnati ai primi 8, che partono a posizioni invertite rispetto all'arrivo in Gara 1.
| Posizione | 1ª | 2ª | 3ª | 4ª | 5ª | 6ª | 7ª | 8ª | Giro veloce |
| Punti     | 15 | 12 | 10 | 8  | 6  | 4  | 2  | 1  | 2           |

### Riassunto della stagione
| Gara | Gara | Circuito          | Tempo       | Velocità media | Pole position       | Giro veloce         | Pilota vincitore    | Team vincitore | Resoconto |
| ---- | ---- | ----------------- | ----------- | -------------- | ------------------- | ------------------- | ------------------- | -------------- | --------- |
| 1    | G1   | Red Bull Ring     | 54:21.050   | 190,533 km/h   | Guanyu Zhou         | Callum Ilott        | Callum Ilott        | UNI-Virtuosi   | Resoconto |
| 1    | G2   | Red Bull Ring     | 42:05.526   | 172,162 km/h   |                     | Felipe Drugovich    | Felipe Drugovich    | MP Motorsport  | Resoconto |
| 2    | G1   | Red Bull Ring     | 56:32.840   | 164,805 km/h   | Yuki Tsunoda        | Yuki Tsunoda        | Robert Švarcman     | Prema Racing   | Resoconto |
| 2    | G2   | Red Bull Ring     | 36:51.502   | 196,601 km/h   |                     | Christian Lundgaard | Christian Lundgaard | ART Grand Prix | Resoconto |
| 3    | G1   | Hungaroring       | 1:01:36.211 | 157,838 km/h   | Callum Ilott        | Nikita Mazepin      | Robert Švarcman     | Prema Racing   | Resoconto |
| 3    | G2   | Hungaroring       | 45:04.725   | 163,218 km/h   |                     | Guanyu Zhou         | Luca Ghiotto        | Hitech GP      | Resoconto |
| 4    | G1   | Silverstone       | 51:17.953   | 199,658 km/h   | Felipe Drugovich    | Guanyu Zhou         | Nikita Mazepin      | Hitech GP      | Resoconto |
| 4    | G2   | Silverstone       | 39:50.019   | 186,139 km/h   |                     | Christian Lundgaard | Dan Ticktum         | DAMS           | Resoconto |
| 5    | G1   | Silverstone       | 51:12.407   | 200,018 km/h   | Callum Ilott        | Guanyu Zhou         | Callum Ilott        | UNI-Virtuosi   | Resoconto |
| 5    | G2   | Silverstone       | 36:15.140   | 204,528 km/h   |                     | Mick Schumacher     | Yuki Tsunoda        | Carlin         | Resoconto |
| 6    | G1   | Barcellona        | 1:02:14.783 | 156,923 km/h   | Callum Ilott        | Nobuharu Matsushita | Nobuharu Matsushita | MP Motorsport  | Resoconto |
| 6    | G2   | Barcellona        | 41:55.669   | 173,017 km/h   |                     | Dan Ticktum         | Felipe Drugovich    | MP Motorsport  | Resoconto |
| 7    | G1   | Spa-Francorchamps | 53:42.538   | 195,471 km/h   | Yuki Tsunoda        | Robert Švarcman     | Yuki Tsunoda        | Carlin         | Resoconto |
| 7    | G2   | Spa-Francorchamps | 42:44.391   | 176,811 km/h   |                     | Robert Švarcman     | Robert Švarcman     | Prema Racing   | Resoconto |
| 8    | G1   | Monza             | 48:24.641   | 215,011 km/h   | Callum Ilott        | Luca Ghiotto        | Mick Schumacher     | Prema Racing   | Resoconto |
| 8    | G2   | Monza             | 34:12.598   | 212,822 km/h   |                     | Mick Schumacher     | Callum Ilott        | UNI-Virtuosi   | Resoconto |
| 9    | G1   | Mugello           | 59:22.869   | 209,490 km/h   | Christian Lundgaard | Louis Delétraz      | Nikita Mazepin      | Hitech GP      | Resoconto |
| 9    | G2   | Mugello           | 37:51.980   | 191,215 km/h   |                     | Christian Lundgaard | Christian Lundgaard | ART Grand Prix | Resoconto |
| 10   | G1   | Soči              | 55:02.871   | 178,257 km/h   | Yuki Tsunoda        | Dan Ticktum         | Mick Schumacher     | Prema Racing   | Resoconto |
| 10   | G2   | Soči              | 10:01.184   | 173,902 km/h   |                     | Nikita Mazepin      | Guanyu Zhou         | UNI-Virtuosi   | Resoconto |
| 11   | G1   | Sakhir            | 58:24.004   | 177,675 km/h   | Callum Ilott        | Felipe Drugovich    | Felipe Drugovich    | MP Motorsport  | Resoconto |
| 11   | G2   | Sakhir            | 43:15.992   | 172,276 km/h   |                     | Louis Delétraz      | Robert Švarcman     | Prema Racing   | Resoconto |
| 12   | G1   | Sakhir            | 52:59.396   | 192,283 km/h   | Yuki Tsunoda        | Mick Schumacher     | Yuki Tsunoda        | Carlin         | Resoconto |
| 12   | G2   | Sakhir            | 37:26.570   | 192,639 km/h   |                     | Yuki Tsunoda        | Jehan Daruvala      | Carlin         | Resoconto |

### Classifica piloti
| Pos. | Piloti                  | RBR             | RBR                 | RBR          | RBR         | HUN                                             | HUN | SIL | SIL | SIL | SIL | CAT | CAT | SPA | SPA | MNZ | MNZ | MUG | MUG | SOC | SOC | SAK | SAK | SAK | SAK | Punti |
| --- | ----------------------- | --------------- | ------------------- | ------------ | ----------- | ----------------------------------------------- | --- | --- | --- | --- | --- | --- | --- | --- | --- | --- | --- | --- | --- | --- | --- | --- | --- | --- | --- | ----- |
| 1 | Mick Schumacher         | 11              | 7                   | 4            | Rit         | 3                                               | 3   | 9   | 14  | 7   | 2   | 6   | 3   | 3   | 2   | 1   | 3   | 5   | 4   | 1   | 3   | 4   | 7   | 6   | 18  | 215   |
| 2 | Callum Ilott            | 1               | 9                   | 5            | 5           | 8                                               | 2   | 5   | Rit | 1   | 6   | 5   | 8   | 10  | Rit | 6   | 1   | 12  | 6   | 3   | 7   | 2   | 16  | 5   | 10  | 201   |
| 3 | Yuki Tsunoda            | 18              | 11                  | 2            | Rit         | 16                                              | 18  | 3   | Rit | 6   | 1   | 4   | 4   | 1   | 9   | 4   | NC  | 16  | 19  | 2   | 6   | 6   | 15  | 1   | 2   | 200   |
| 4 | Robert Švarcman         | 3               | 4                   | 1            | Rit         | 1                                               | 4   | 14  | 13  | 8   | 13  | 2   | 13  | 5   | 1   | 9   | 5   | Rit | 9   | 11  | 10  | 8   | 1   | 4   | 5   | 177   |
| 5 | Nikita Mazepin          | 14              | 10                  | 14           | 8           | 2                                               | 5   | 1   | 5   | 4   | 8   | 13  | 6   | 2   | 4   | NC  | 8   | 1   | 18  | 7   | 2   | 5   | 2   | 9   | 9   | 164   |
| 6 | Guanyu Zhou             | 17              | 14                  | 3            | 4           | 10                                              | 8   | 2   | 9   | 9   | 5   | 3   | 14  | 7   | 3   | 5   | NC  | Rit | 5   | 8   | 1   | 15  | 5   | 2   | 4   | 151,5 |
| 7 | Christian Lundgaard     | 4               | 5                   | 6            | 1           | Rit                                             | 13  | 4   | 2   | 2   | 21  | 11  | 11  | 17  | 7   | 3   | 2   | 6   | 1   | Rit | 13  | 19  | 6   | 21  | 12  | 149   |
| 8 | Louis Delétraz          | 7               | 2                   | 19           | 12          | 7                                               | 6   | 6   | 3   | 5   | 4   | 10  | 9   | 4   | 6   | 8   | 4   | 3   | 2   | 18  | 17  | 16  | 3   | 12  | 13  | 134   |
| 9 | Felipe Drugovich        | 8               | 1                   | 13           | 13          | 5                                               | 16  | 7   | 6   | 10  | 12  | 7   | 1   | SQ  | 13  | 16  | Rit | 4   | 15  | Rit | 20  | 1   | 8   | 3   | 8   | 121   |
| 10 | Luca Ghiotto            | NP              | Rit                 | 11           | 10          | 4                                               | 1   | 17  | 19* | 13  | 10  | 8   | 2   | 9   | 5   | 2   | 15  | 2   | Rit | 4   | 5   | 12  | Rit | 16  | 7   | 106   |
| 11 | Dan Ticktum             | 5               | 3                   | 8            | 2           | 9                                               | Rit | 8   | 1   | 15  | 7   | 9   | 10  | 6   | 10  | 7   | SQ  | 17  | 17  | 10  | 8   | 9   | 12  | 8   | 3   | 96,5  |
| 12 | Jehan Daruvala          | 12              | 16                  | 12           | 9           | 6                                               | 7   | 12  | 4   | 12  | 9   | 17  | 17  | 19  | 16  | 10  | 6   | 10  | 7   | 5   | 11  | 3   | Rit | 7   | 1   | 72    |
| 13 | Marcus Armstrong        | 2               | Rit                 | 7            | 3           | Rit                                             | 9   | 16  | 10  | 14  | 14  | Rit | 15  | 15  | Rit | 14  | 18  | 9   | 11  | 9   | 14  | 7   | 4   | 11  | 14  | 52    |
| 14 | Jack Aitken             | 15              | 8                   | 9            | 6           | 13                                              | 19  | 13  | 8   | 3   | 3   | 18* | 18  | 13  | 17  | 13  | 7   | Rit | 13  | 6   | 4   | 10  | 17  |     |     | 48    |
| 15 | Nobuharu Matsushita     | 9               | 6                   | 17           | 11          | 12                                              | 11  | 10  | 7   | 11  | 18  | 1   | 5   | Rit | NP  | 15  | 11  | 11  | 14  |     |     |     |     |     |     | 42    |
| 16 | Jüri Vips               |                 |                     |              |             |                                                 |     |     |     |     |     |     |     | 11  | 11  | 11  | 9   | 7   | 3   | Rit | 18  |     |     |     |     | 16    |
| 17 | Giuliano Alesi          | 6               | Rit                 | 21           | 15          | 11                                              | 10  | 19  | 18  | 16  | 20  | Rit | 19  | 18  | 14  | 18  | 12  | Rit | Rit | 14  | 16  | 17  | 13  | 15  | 6   | 12    |
| 18 | Artëm Markelov          | Rit             | 18                  | NP           | 16          | Rit                                             | 14  | 18  | 11  | 19  | 11  | 12  | 16  | 16  | 8   | 17  | 16  | 8   | 20  | 15  | 12  | 22  | 10  | 13  | 20  | 5     |
| 19 | Roy Nissany             | 10              | 12                  | 15           | 18          | Rit                                             | 17  | Rit | 16  | 18  | 15  | Rit | 12  | 8   | Rit | 19  | 10  | 15  | 10  | Rit | 19  | 14  | 9   | 20  | 15  | 5     |
| 20 | Pedro Piquet            | 13              | 13                  | 18           | 14          | 14                                              | 15  | 11  | 17  | 21  | 16  | 14  | 7   | 12  | 12  | 12  | 17  | 13  | 12  | 17  | 9   | 11  | 19  | 10  | 11  | 3     |
| 21 | Sean Gelael             | Rit             | Rit                 | 10           | 7           | 17                                              | 12  | 15  | Rit | Rit | NP  | 19* | INF | INF | INF | INF | INF | INF | INF | INF | INF | 13  | 14  | 19  | 17  | 3     |
| 22 | Marino Satō             | Rit             | 17                  | 16           | Rit         | Rit                                             | 20  | 20  | 12  | 17  | 17  | 15  | 21  | 14  | Rit | 20  | 13  | 14  | 8   | 13  | 15  | 20  | 11  | 17  | 16  | 1     |
| 23 | Jake Hughes             |                 |                     |              |             |                                                 |     |     |     |     |     |     |     |     |     |     |     |     |     | 12  | Rit |     |     |     |     | 0     |
| 24 | Guilherme Samaia        | 16              | 15                  | 20           | 17          | 15                                              | 21  | 21  | 15  | 20  | 19  | 16  | 20  | Rit | 15  | 21  | 14  | 18  | 16  | 16  | Rit | 21  | 18  | 22  | 19  | 0     |
| 25 | Ralph Boschung          |                 |                     |              |             |                                                 |     |     |     |     |     |     |     |     |     |     |     |     |     |     |     |     |     | 14  | Rit | 0     |
| 26 | Théo Pourchaire         |                 |                     |              |             |                                                 |     |     |     |     |     |     |     |     |     |     |     |     |     |     |     | 18  | Rit | 18  | 21  | 0     |
| Pos. | Pilota                  | RBR             | RBR                 | RBR          | RBR         | HUN                                             | HUN | SIL | SIL | SIL | SIL | CAT | CAT | SPA | SPA | MON | MON | MUG | MUG | SOC | SOC | SAK | SAK | SAK | SAK | Punti |
| \| Legenda \| 1º posto \| 2º posto \| 3º posto \| A punti \| Senza punti \| Grassetto=Pole position Corsivo=Giro più veloce \| \| Legenda \| Solo prove/Terzo pilota \| Non qualificato \| Ritirato/Non class. \| Squalificato \| Non partito \| Grassetto=Pole position Corsivo=Giro più veloce \| |                         |                 |                     |              |             |                                                 |     |     |     |     |     |     |     |     |     |     |     |     |     |     |     |     |     |     |     |       |
| Legenda | 1º posto                | 2º posto        | 3º posto            | A punti      | Senza punti | Grassetto=Pole position Corsivo=Giro più veloce |     |     |     |     |     |     |     |     |     |     |     |     |     |     |     |     |     |     |     |       |
| Legenda | Solo prove/Terzo pilota | Non qualificato | Ritirato/Non class. | Squalificato | Non partito | Grassetto=Pole position Corsivo=Giro più veloce |     |     |     |     |     |     |     |     |     |     |     |     |     |     |     |     |     |     |     |       |

| Legenda | 1º posto                | 2º posto        | 3º posto            | A punti      | Senza punti | Grassetto=Pole position Corsivo=Giro più veloce |
| Legenda | Solo prove/Terzo pilota | Non qualificato | Ritirato/Non class. | Squalificato | Non partito | Grassetto=Pole position Corsivo=Giro più veloce |

 * – Indica i piloti ritirati ma ugualmente classificati avendo coperto, come previsto dal regolamento, almeno il 90% della distanza di gara.

### Classifica Squadre
| Pos. | Squadra                 | N.              | RBR                 | RBR          | RBR         | RBR                                             | HUN | HUN | SIL | SIL | SIL | SIL | CAT | CAT | SPA | SPA | MNZ | MNZ | MUG | MUG | SOC | SOC | SAK | SAK | SAK | SAK | Punti |
| --- | ----------------------- | --------------- | ------------------- | ------------ | ----------- | ----------------------------------------------- | --- | --- | --- | --- | --- | --- | --- | --- | --- | --- | --- | --- | --- | --- | --- | --- | --- | --- | --- | --- | ----- |
| 1 | Prema Racing            | 20              | 11                  | 7            | 4           | Rit                                             | 3   | 3   | 9   | 14  | 7   | 2   | 6   | 3   | 3   | 2   | 1   | 3   | 5   | 4   | 1   | 3   | 4   | 7   | 6   | 18  | 392   |
| 1 | Prema Racing            | 21              | 3                   | 4            | 1           | Rit                                             | 1   | 4   | 14  | 13  | 8   | 13  | 2   | 13  | 5   | 1   | 9   | 5   | Rit | 9   | 11  | 10  | 8   | 1   | 4   | 5   | 392   |
| 2 | UNI-Virtuosi            | 3               | 17                  | 14           | 3           | 4                                               | 10  | 8   | 2   | 9   | 9   | 5   | 3   | 14  | 7   | 3   | 5   | NC  | Rit | 5   | 8   | 1   | 14  | 5   | 2   | 4   | 352,5 |
| 2 | UNI-Virtuosi            | 4               | 1                   | 9            | 5           | 5                                               | 8   | 2   | 5   | Rit | 1   | 6   | 5   | 8   | 10  | Rit | 6   | 1   | 12  | 6   | 3   | 7   | 2   | 16  | 5   | 10  | 352,5 |
| 3 | Carlin                  | 7               | 18                  | 11           | 2           | Rit                                             | 16  | 18  | 3   | Rit | 6   | 1   | 4   | 4   | 1   | 9   | 4   | NC  | 16  | 19  | 2   | 6   | 6   | 15  | 1   | 2   | 272   |
| 3 | Carlin                  | 8               | 12                  | 16           | 12          | 9                                               | 6   | 7   | 12  | 4   | 12  | 9   | 17  | 17  | 19  | 16  | 10  | 6   | 10  | 7   | 5   | 11  | 3   | Rit | 7   | 1   | 272   |
| 4 | Hitech                  | 24              | 14                  | 10           | 14          | 8                                               | 2   | 5   | 1   | 5   | 4   | 8   | 13  | 6   | 2   | 4   | NC  | 8   | 1   | 18  | 7   | 2   | 5   | 2   | 9   | 9   | 270   |
| 4 | Hitech                  | 25              | NP                  | Rit          | 11          | 10                                              | 4   | 1   | 17  | 19* | 13  | 10  | 8   | 2   | 9   | 5   | 2   | 15  | 2   | Rit | 4   | 5   | 12  | Rit | 16  | 7   | 270   |
| 5 | ART Grand Prix          | 5               | 2                   | Rit          | 7           | 3                                               | Rit | 9   | 16  | 10  | 14  | 14  | Rit | 15  | 15  | Rit | 14  | 18  | 9   | 11  | 9   | 14  | 7   | 4   | 11  | 14  | 201   |
| 5 | ART Grand Prix          | 6               | 4                   | 5            | 6           | 1                                               | Rit | 13  | 4   | 2   | 2   | 21  | 11  | 11  | 17  | 7   | 3   | 2   | 6   | 1   | Rit | 13  | 19  | 6   | 21  | 12  | 201   |
| 6 | MP Motorsport           | 14              | 9                   | 6            | 17          | 11                                              | 12  | 11  | 10  | 7   | 11  | 18  | 1   | 5   | Rit | NP  | 15  | 11  | 11  | 14  | 14  | 16  | 17  | 13  | 3   | 8   | 167   |
| 6 | MP Motorsport           | 15              | 8                   | 1            | 13          | 13                                              | 5   | 16  | 7   | 6   | 10  | 12  | 7   | 1   | SQ  | 13  | 16  | Rit | 4   | 15  | Rit | 20  | 1   | 8   | 15  | 6   | 167   |
| 7 | Charouz Racing System   | 11              | 7                   | 2            | 19          | 12                                              | 7   | 6   | 6   | 3   | 5   | 4   | 10  | 9   | 4   | 6   | 8   | 4   | 3   | 2   | 18  | 17  | 16  | 3   | 12  | 13  | 137   |
| 7 | Charouz Racing System   | 12              | 13                  | 13           | 18          | 14                                              | 14  | 15  | 11  | 17  | 21  | 16  | 14  | 7   | 12  | 12  | 12  | 17  | 13  | 12  | 17  | 9   | 11  | 19  | 10  | 11  | 137   |
| 8 | DAMS                    | 1               | Rit                 | Rit          | 10          | 7                                               | 17  | 12  | 15  | Rit | Rit | NP  | 19* | INF | 11  | 11  | 11  | 9   | 7   | 3   | Rit | 18  | 13  | 14  | 19  | 17  | 115,5 |
| 8 | DAMS                    | 2               | 5                   | 3            | 8           | 2                                               | 9   | Rit | 8   | 1   | 15  | 7   | 9   | 10  | 6   | 10  | 7   | SQ  | 17  | 17  | 10  | 8   | 9   | 12  | 8   | 3   | 115,5 |
| 9 | Campos                  | 9               | 15                  | 8            | 9           | 6                                               | 13  | 19  | 13  | 8   | 3   | 3   | 18* | 18  | 13  | 17  | 13  | 7   | Rit | 13  | 6   | 4   | 10  | 17  | 14  | Rit | 48    |
| 9 | Campos                  | 10              | 16                  | 15           | 20          | 17                                              | 15  | 21  | 21  | 15  | 20  | 19  | 16  | 20  | Rit | 15  | 21  | 14  | 18  | 16  | 16  | Rit | 21  | 18  | 22  | 19  | 48    |
| 10 | BWT HWA Racelab         | 16              | Rit                 | 18           | NP          | 16                                              | Rit | 14  | 18  | 11  | 19  | 11  | 12  | 16  | 16  | 8   | 17  | 16  | 8   | 20  | 15  | 12  | 22  | 10  | 13  | 20  | 13    |
| 10 | BWT HWA Racelab         | 17              | 6                   | Rit          | 21          | 15                                              | 11  | 10  | 19  | 18  | 16  | 20  | Rit | 19  | 18  | 14  | 18  | 12  | Rit | Rit | 12  | Rit | 18  | Rit | 18  | 21  | 13    |
| 11 | Trident                 | 22              | 10                  | 12           | 15          | 18                                              | Rit | 17  | Rit | 16  | 18  | 15  | Rit | 12  | 8   | Rit | 19  | 10  | 15  | 10  | Rit | 19  | 15  | 9   | 20  | 15  | 6     |
| 11 | Trident                 | 23              | Rit                 | 17           | 16          | Rit                                             | Rit | 20  | 20  | 12  | 17  | 17  | 15  | 21  | 14  | Rit | 20  | 13  | 14  | 8   | 13  | 15  | 20  | 11  | 17  | 16  | 6     |
| Pos. | Squadra                 | N.              | RBR                 | RBR          | RBR         | RBR                                             | HUN | HUN | SIL | SIL | SIL | SIL | CAT | CAT | SPA | SPA | MNZ | MNZ | MUG | MUG | SOC | SOC | SAK | SAK | SAK | SAK | Punti |
| Fonte: |                         |                 |                     |              |             |                                                 |     |     |     |     |     |     |     |     |     |     |     |     |     |     |     |     |     |     |     |     |       |
| \| Legenda \| 1º posto \| 2º posto \| 3º posto \| A punti \| Senza punti \| Grassetto=Pole position Corsivo=Giro più veloce \| \| Legenda \| Solo prove/Terzo pilota \| Non qualificato \| Ritirato/Non class. \| Squalificato \| Non partito \| Grassetto=Pole position Corsivo=Giro più veloce \| |                         |                 |                     |              |             |                                                 |     |     |     |     |     |     |     |     |     |     |     |     |     |     |     |     |     |     |     |     |       |
| Legenda | 1º posto                | 2º posto        | 3º posto            | A punti      | Senza punti | Grassetto=Pole position Corsivo=Giro più veloce |     |     |     |     |     |     |     |     |     |     |     |     |     |     |     |     |     |     |     |     |       |
| Legenda | Solo prove/Terzo pilota | Non qualificato | Ritirato/Non class. | Squalificato | Non partito | Grassetto=Pole position Corsivo=Giro più veloce |     |     |     |     |     |     |     |     |     |     |     |     |     |     |     |     |     |     |     |     |       |

| Legenda | 1º posto                | 2º posto        | 3º posto            | A punti      | Senza punti | Grassetto=Pole position Corsivo=Giro più veloce |
| Legenda | Solo prove/Terzo pilota | Non qualificato | Ritirato/Non class. | Squalificato | Non partito | Grassetto=Pole position Corsivo=Giro più veloce |

 * – Indica i piloti ritirati ma ugualmente classificati avendo coperto, come previsto dal regolamento, almeno il 90% della distanza di gara.